# Greene County, Arkansas
Greene County är ett administrativt område i delstaten Arkansas, USA. År 2010 hade countyt 42 090 invånare. Den administrativa huvudorten (county seat) är Paragould. 

## Geografi
Enligt United States Census Bureau så har countyt en total area på 1 502 km². 1 497 km² av den arean är land och 5 km²  är vatten. 

### Angränsande countyn
- Clay County - nord
- Dunklin County - öst
- Craighead County - syd
- Lawrence County - sydväst
- Randolph County - nordväst